# Курячі очка польові
Курячі очки польові, курячі очка польові (Anagallis arvensis = Lysimachia arvensis) — вид рослин родини первоцвітові (Primulaceae). лат. arvensis — «що зростає на полях».

## Біоморфологічна характеристика
Це однорічна чи дворічна трав'яниста рослина. Стебла 4–60(80) см, прямовисні або сланкі. Листки супротивні, сидячі, 7.5–20(27) × (2,5)5–12(16) мм, від яйцюватих до еліптичних, залозисті. Квіти в пазухах верхніх листків синього або червоного кольору. Віночок від 2 до 6,5 мм. П'ять пелюсток 1,5–7 мм, обернено-яйцеподібні. Плід 3,5–6 мм в діаметрі з 20–35 насінням, 0,9–1,4 × 0.6–1 мм. Період цвітіння: (лютий)березень — червень.

## Поширення
Північна Африка: Алжир; Єгипет; Лівія; Марокко; Туніс. Азія: Кувейт, зх. Афганістан; Кіпр; Єгипет — Синай; Іран; Ірак; Ізраїль; Йорданія; Ліван; Сирія; Туреччина; Казахстан; Киргизстан; Таджикистан; Туркменістан; Узбекистан; Китай — Фуцзянь, Гуандун, Хейлунцзян; Тайвань; Індія; Непал; Пакистан; Шрі Ланка. Кавказ: Вірменія; Азербайджан; Грузія; Росія — Передкавказзя, Дагестан, Європейська частина. Європа: Данія; Фінляндія; Ірландія; Норвегія; Швеція; Об'єднане Королівство; Австрія; Бельгія; Чехія; Німеччина; Угорщина; Нідерланди; Польща; Словаччина; Швейцарія; Білорусь; Естонія; Латвія; Литва; Молдова; Україна [вкл. Крим]; Албанія; Болгарія; Хорватія; Греція [вкл. Крит і острови Егейського моря;] Італія [вкл. Сардинія, Сицилія]; Македонія; Мальта; Румунія; Сербія; Словенія; Франція [вкл. Корсика]; Португалія [вкл. Мадейра]; Гібралтар; Іспанія [вкл. Балеарські острови, Канарські острови].
Росте на необроблюваних місцях, оброблюваних землях, в кущах і дюнах на висотах 0–1700 м.

## Галерея

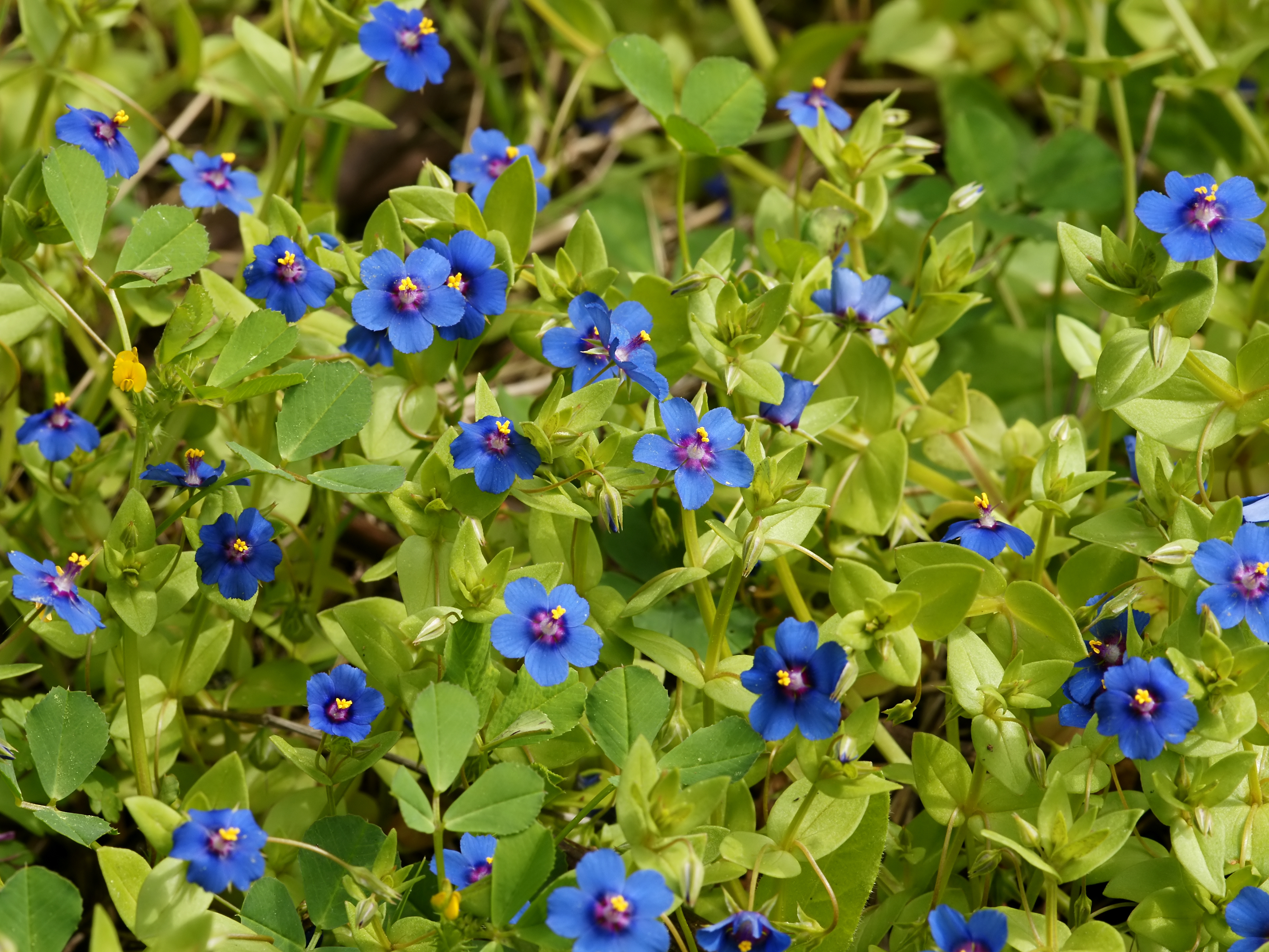
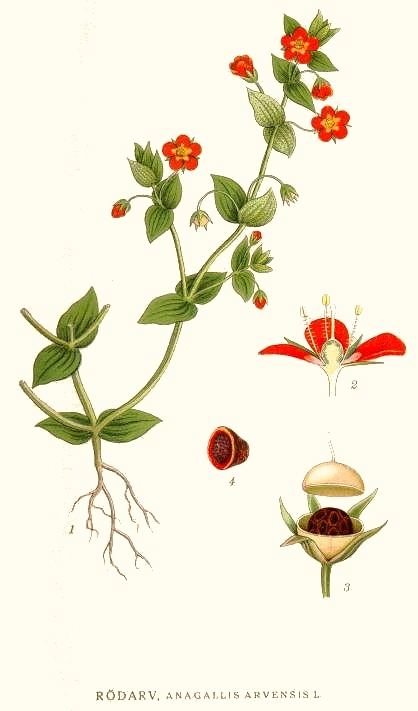
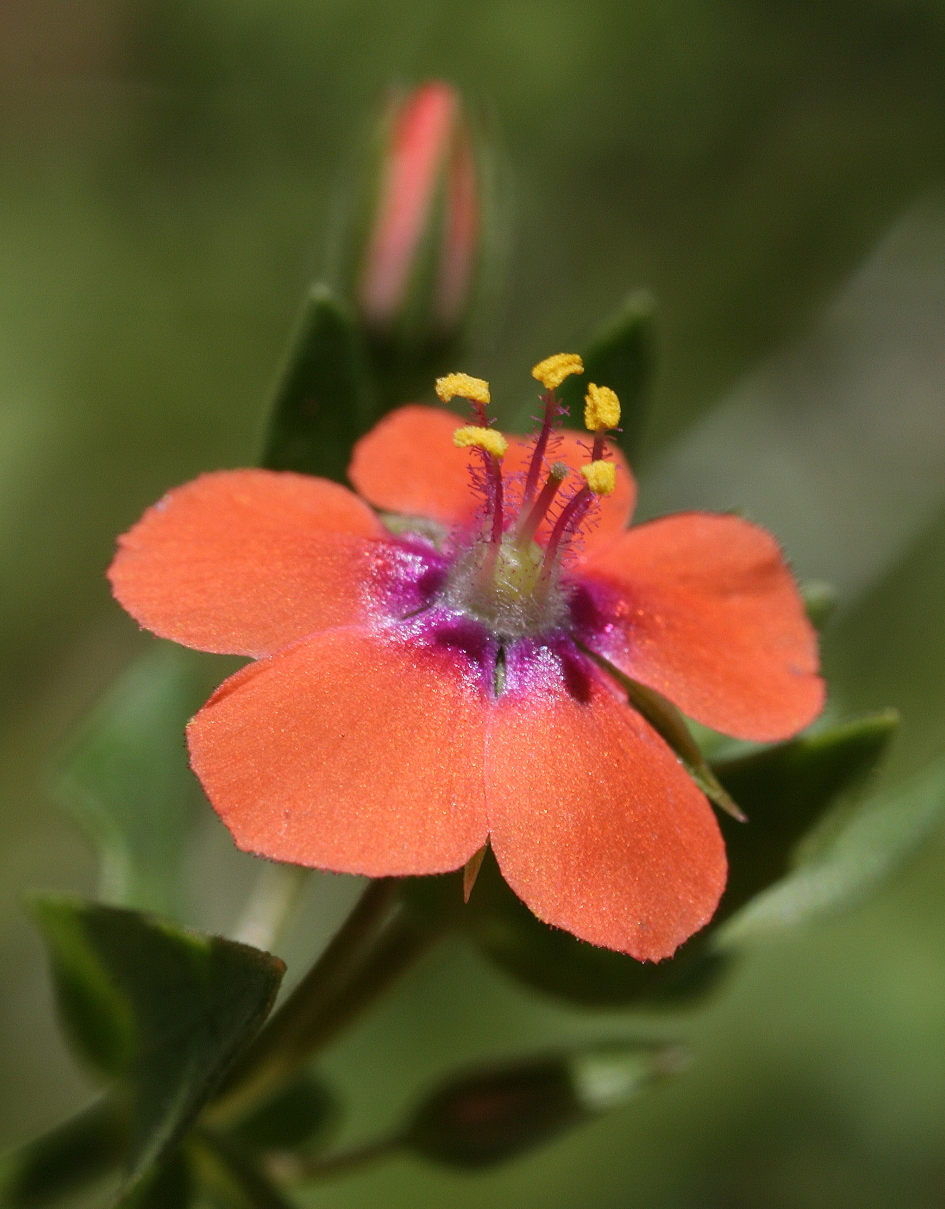